# Nicolas Sarkozy
Nicolas Paul Stéphane Sarközy de Nagy-Bocsa (París, 28 de enero de 1955) es un político francés. Fue el vigesimotercer presidente de la República Francesa entre 2007 y 2012, puesto que conllevaba también los cargos de copríncipe de Andorra y gran maestre de la Legión de Honor.
Alcalde de Neuilly-sur-Seine de 1983 a 2002, fue ministro de Presupuestos del Estado del primer ministro Édouard Balladur (1993-1995) durante el segundo mandato de François Mitterrand. Durante el segundo período presidencial de Jacques Chirac, se desempeñó como ministro del Interior, excepto entre marzo de 2004 y mayo de 2005, cuando fue ministro de Finanzas. En 2004 también fue elegido presidente del Consejo General del departamento de Altos del Sena. Fue el líder del partido Unión por un Movimiento Popular (UMP) (2004-2007) antes de ganar las elecciones presidenciales francesas de 2007 por un margen de 53,1 % a 46,9 % contra la socialista Ségolène Royal. 
El 25 de noviembre de 2011 fue nombrado por el rey Juan Carlos I Caballero de la Insigne Orden del Toisón de Oro. Sarkozy fue derrotado por François Hollande en las elecciones de 2012 y dejó su cargo el 15 de mayo del mismo año. En ese momento, Sarkozy prometió retirarse de la vida pública y política, aunque en septiembre de 2014, volvió al escenario político al ser reelegido como líder del partido UMP, rebautizado como Los Republicanos en 2015.
El 2 de julio de 2014, los fiscales franceses acusaron a Sarkozy de corrupción. El expresidente francés fue imputado por corrupción activa, tráfico de influencias y violación del secreto de instrucción, luego de pasar 15 horas en detención provisional en la Dirección Central de la Policía Judicial de Nanterre.
En 2016, se presentó en las primarias presidenciales republicanas, y fue eliminado en la primera ronda de votación. Al admitir su derrota, Sarkozy anunció que respaldaría la elección del François Fillon, quien terminó en primer lugar en la primera vuelta de las elecciones.
El 20 de marzo de 2018 fue puesto bajo custodia policial para prestar declaración sobre la causa de financiación ilegal de su campaña electoral de 2007. El expresidente, fue trasladado a las dependencias de la Policía Judicial de Nanterre, para explicar el origen de los fondos utilizados en su campaña política. El proceso judicial comenzó luego de que en mayo de 2012, el sitio informativo Mediapart publicara un documento libio que citaba la aparente financiación por parte de Muamar el Gadafi de la campaña política de Sarkozy. El 1 de marzo de 2021 fue condenado por un juzgado de París a tres años de cárcel por delitos de corrupción (intento de soborno a un juez) y tráfico de influencias. Casi siete meses después fue finalmente condenado a un año de prisión por considerar probada el tribunal la financiación ilegal de su campaña en las elecciones presidenciales de 2012.

## Biografía
Nicolas Sarkozy es hijo de Pál István Ernő Sárközy de Nagy-Bocsa, nacido en Budapest (Hungría) el 5 de mayo de 1928, en una familia perteneciente a la pequeña aristocracia. Su título nobiliario tiene su origen en una concesión de 1628 del emperador Fernando II, rey de Bohemia y Hungría, a un antepasado suyo, distinguido en las guerras contra los otomanos. En 1944, con la llegada de las tropas soviéticas, la familia Sarkozy sufre la expropiación de sus propiedades y es forzada al exilio. Se inicia entonces una larga etapa de peregrinación por Europa, que los llevará a Austria y Alemania, donde Pál conoce a un reclutador de la Legión Extranjera Francesa, en donde se enrola por un período de cinco años e inicia su formación militar en Argelia. Sin embargo, esta se trunca cuando es declarado inútil para ser enviado a la guerra de Indochina, y en 1948 es desmovilizado en Marsella. Afrancesa su nombre, cambiándolo por Paul Sarkozy de Nagy-Bocsa. Se convierte en publicitario, y en 1949, se casa con Andrée-Jeanne Mallah, hija de un cirujano de París, y judía sefardita convertida al catolicismo, que estudiaba Derecho.
En 1952 nace su primer hijo, Guillaume, futuro director de empresas del sector textil. Tres años más tarde, en 1955, nace Nicolas. En 1958 nace François, el tercer hijo, que será pediatra e investigador en biología.
En 1959, cuando Nicolas Sarkozy contaba cuatro años, su padre Paul se divorció de su madre y abandonó el domicilio conyugal, lo que obligó a su madre a reemprender los estudios y a practicar la abogacía para sostener a la familia. Durante la infancia de Sarkozy, su padre rehusó dar cualquier tipo de ayuda económica a la familia de su exesposa, aunque había fundado una empresa de publicidad y se encontraba en una buena situación financiera[cita requerida]. La familia vivía en una antigua mansión que fue propiedad de su abuelo, Benedict Mallah, en el 17e arrondissement («XVIIº distrito»). La familia se mudó posteriormente a Neuilly-sur-Seine, una de las comunas de mayor riqueza en la región de Isla de Francia, al oeste del 17.º distrito, a las afueras de París. Según Sarkozy, su adscripción ideológica al gaullismo es heredada de su abuelo, un ferviente seguidor gaullista, quien tuvo una influencia mayor que su padre, al que veía pocas veces. Su abuelo, judío sefardí de nacimiento, originario de Salónica, se convirtió al catolicismo al casarse con la abuela de Sarkozy, francesa católica de nacimiento, por lo que este fue criado en la fe católica de su hogar. Nicolas Sarkozy, tal como sus hermanos, fue bautizado y es un católico practicante[cita requerida]. Sarkozy dijo recientemente que uno de sus modelos a seguir fue el fallecido papa Juan Pablo II.
Paul, el padre de Sarkozy, no enseñó a sus hijos el húngaro ni tampoco hay pruebas de que tratara de educarlos en su trasfondo cultural.
Sarkozy dijo que al ser abandonado por su padre modeló su carácter actual. Cuando era adolescente, se sentía inferior a sus acaudalados compañeros de clase. Sufría de inseguridades (por su baja estatura, de 165 cm, y por la falta de dinero en su familia en comparación con sus vecinos), y se ha dicho que acumuló gran resentimiento hacia su padre ausente. «Lo que me hizo lo que soy ahora fue la suma de todas las humillaciones sufridas en mi infancia».
En lo académico, Sarkozy es licenciado por la Universidad de París X Nanterre y ha ejercido de abogado. También estudió en el Institut d'Études Politiques de París, donde no recibió el título debido a su insuficiente nivel de inglés.
El 21 de octubre de 2016, provocó una polémica por su declaración «mi electorado es popular, son paletos».

## Vida privada
En 1982 se casó con Marie-Dominique Culioli, con quien tuvo dos hijos, Pierre (1985) y Jean (1986), y se divorció en 1996. Posteriormente se casó en 1996 con Cecilia Ciganer Albéniz, con la que tuvo un hijo, Louis (1997), y se divorció en 2007 tras largos meses de rumores públicos acerca de las infidelidades de ambos. Desde 2008 está casado con Carla Bruni, exmodelo y cantante italiana, con quien ha tenido una hija, Giulia (2011).
Se calcula que los ingresos de Nicolas Sarkozy durante el periodo 2013-2019 ascendieron al menos a 18 millones de euros. En particular, el antiguo jefe de Estado recibió 4,5 millones de euros de Washington Speakers Bureau, filial de la multinacional de comunicación Omnicom, a cambio de discursos pronunciados en diversas conferencias, 3 millones de euros en 2018 y 2019 de una estructura financiada por los fondos personales del presidente de los Emiratos Árabes Unidos Mohamed bin Zayed Al Nahayan, 680.000 euros del Estado francés en forma de pensiones de sus cargos electivos y 650.000 euros en concepto de derechos de autor pagados por las diversas editoriales que publican sus libros.

## Trayectoria política
Nicolás Sarkozy participó activamente en la vida política desde muy joven. En 1974, estando en su primer año de carrera (estudió Derecho), se afilió a la Unión de Demócratas por la República (UDR), el partido conservador gaullista que venía gobernando Francia desde la proclamación de la V República en 1958.
Presidente de la República Francesa: de 2007 a mayo de 2012

### Carrera como ministro
- Ministro de Estado, ministro del Interior y de Ordenación del Territorio: 2005-2007
- Ministro de Estado, ministro de Economía y Finanzas: marzo-noviembre de 2004
- Ministro de Estado, ministro del Interior, Seguridad Interior y Libertades Locales: 2002-2004
- Ministro de Comunicación: 1994-1995
- Ministro de Presupuesto y portavoz del Gobierno: 1993-1995

### Mandatos electorales
- Miembro de la Asamblea Nacional de Francia por Altos del Sena: 1988-1993 (Fue nombrado ministro en 1993) / 1995-2002 (Fue nombrado ministro en 2002) / marzo-mayo de 2005 (Fue nombrado ministro en 2005)
- Alcalde de Neuilly-sur-Seine: 1983-2002
- Miembro del Consejo Municipal de Neuilly-sur-Seine: 1977-2002
- Presidente del Consejo General de Altos del Sena: 2004-2007 (Fue nombrado presidente en 2007)
- Vicepresidente del Consejo General de Altos del Sena: 1986-1988
- Miembro del Consejo General de Altos del Sena: 1985-1988 / 2004-2007
- Miembro del Consejo Regional de Isla de Francia: 1986-1988

### Políticos
- Presidente de la Unión por un Movimiento Popular: 2004-2007 (fue nombrado presidente en 2007). Reelegido en noviembre de 2014.[15]
- Presidente de la Agrupación por la República: De abril a octubre de 1999
- Portavoz de la Agrupación por la República: 1995-1997

Sarkozy comenzó su carrera política a los veintidós años de edad, cuando fue elegido concejal de la ciudad de Neuilly-sur-Seine. Después fue elegido alcalde y ejerció su cargo de 1983 a 2002. En 1988 consiguió acta de diputado del Parlamento Francés. Desde 1993 hasta 1995, fue ministro de Presupuestos y portavoz del Ejecutivo en el gabinete de Édouard Balladur.
Durante la mayor parte del inicio de su carrera, Sarkozy fue visto como un protegido de Jacques Chirac. Sin embargo, hacia 1995 se había distanciado de Chirac y apoyó al primer ministro Édouard Balladur para presidente. Después de que Chirac ganara las elecciones, Sarkozy perdió su posición como ministro de Presupuesto y se encontró alejado de los círculos de poder. Se dice que Chirac consideraba a Sarkozy un traidor por estar del lado de Balladur.

### Carrera ministerial
En 2002, después de ser reelegido presidente de la República Francesa, Jacques Chirac designó a Sarkozy como ministro del Interior en el gabinete del primer ministro Jean-Pierre Raffarin, a pesar de su mutua desconfianza.
Después de la reorganización del gabinete del 31 de marzo de 2004, Sarkozy fue nombrado ministro de Economía, Finanzas e Industria. Sarkozy aplicó una política liberal, pero con alguna intervención. En septiembre de 2004, supervisó la reducción del accionariado del gobierno en France Télécom del 50,4 % al 41 %. Alcanzó un acuerdo según el cual la venta al por menor en las principales cadenas de Francia intentaría bajar los precios al detalle en un promedio del 2 %; el éxito de esta medida es discutible, con estudios que sugieren que la disminución fue más cercana al 1 %. Sarkozy evitó tomar una decisión sobre el ISF (el impuesto de solidaridad sobre la fortuna), que es considerado como un símbolo ideológico por la izquierda.
Dentro de la UMP, continuaron las relaciones tensas entre Sarkozy y Chirac al conocerse las intenciones de Sarkozy de hacerse jefe del partido después de la dimisión de Alain Juppé. En noviembre, después de las elecciones internas del partido, Sarkozy se convirtió en líder de la UMP, obteniendo el 85 % de los votos. Después de un acuerdo con Chirac, dimitió como ministro.

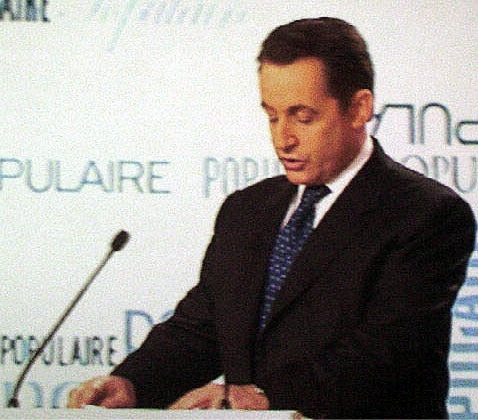
Nicolas Sarkozy en un congreso de la UMP en 2004.

Tras dimitir también como diputado, Sarkozy fue reelegido el 13 de marzo de 2005 a la Asamblea Nacional.
Tras el fracaso del referéndum sobre la Constitución Europea en Francia y la dimisión del primer ministro Raffarin, Sarkozy volvió a ocupar la cartera de Interior en el nuevo gobierno de Dominique de Villepin, el 31 de mayo de 2005.
Accedió a la cartera de Interior cuando Francia afrontaba problemas de orden, sociales y públicos. Su política de «resistencia contra el crimen», que incrementó la presencia de la policía en las calles, fue respaldada por una parte de la población. Sin embargo, algunos sintieron que se vulneraban los derechos civiles y perdió apoyo entre las capas menos favorecidas de la sociedad. Otra crítica era que las acciones de Sarkozy eran más un espectáculo que algo realmente eficaz. Hacia el final de su ministerio, sus decisiones le habían convertido en una figura polémica en Francia.
En 2004, Sarkozy publicó un libro llamado La República, las religiones y la esperanza, donde escribía que los jóvenes no deberían ser educados únicamente en valores seglares o republicanos. También abogó por reducir la separación Iglesia-Estado, incluyendo subsidios por parte del gobierno para ayudar a clérigos musulmanes a enseñar valores franceses.

## Presidencia (2007-2012)
El 6 de mayo de 2007 gana las elecciones presidenciales, convirtiéndose en presidente de la V República el 16 de mayo, con François Fillon como primer ministro.
En la XXI Cumbre bilateral anual entre Francia y España anunció la cooperación para luchar contra el terrorismo, el tráfico de drogas, así como para permitir la unión ferroviaria a través de la alta velocidad y líneas de alta tensión entre Francia y España.
Al final de su primer año como Presidente, los franceses hicieron un balance negativo de su política. El 60 por ciento de los encuestados consideran este tiempo como una derrota y sólo el 20 por ciento habló de un momento exitoso.
En 2020, el gobierno Sarkozy anunció aumentar la edad mínima para la jubilación de 60 a 62 años.

#### Intervención militar en Libia
Francia intervino en la denominada Intervención militar en Libia de 2011 para derrocar el régimen de Muamar Gadafi lo cual finalmente se produjo.

#### Unión Europea
Sarkozy viajó a Berlín en su primer día como presidente de Francia. Allí se entrevistó con la canciller alemana, Angela Merkel. Ambos mandatarios subrayaron la amistad franco germana y su compromiso con la Unión Europea.

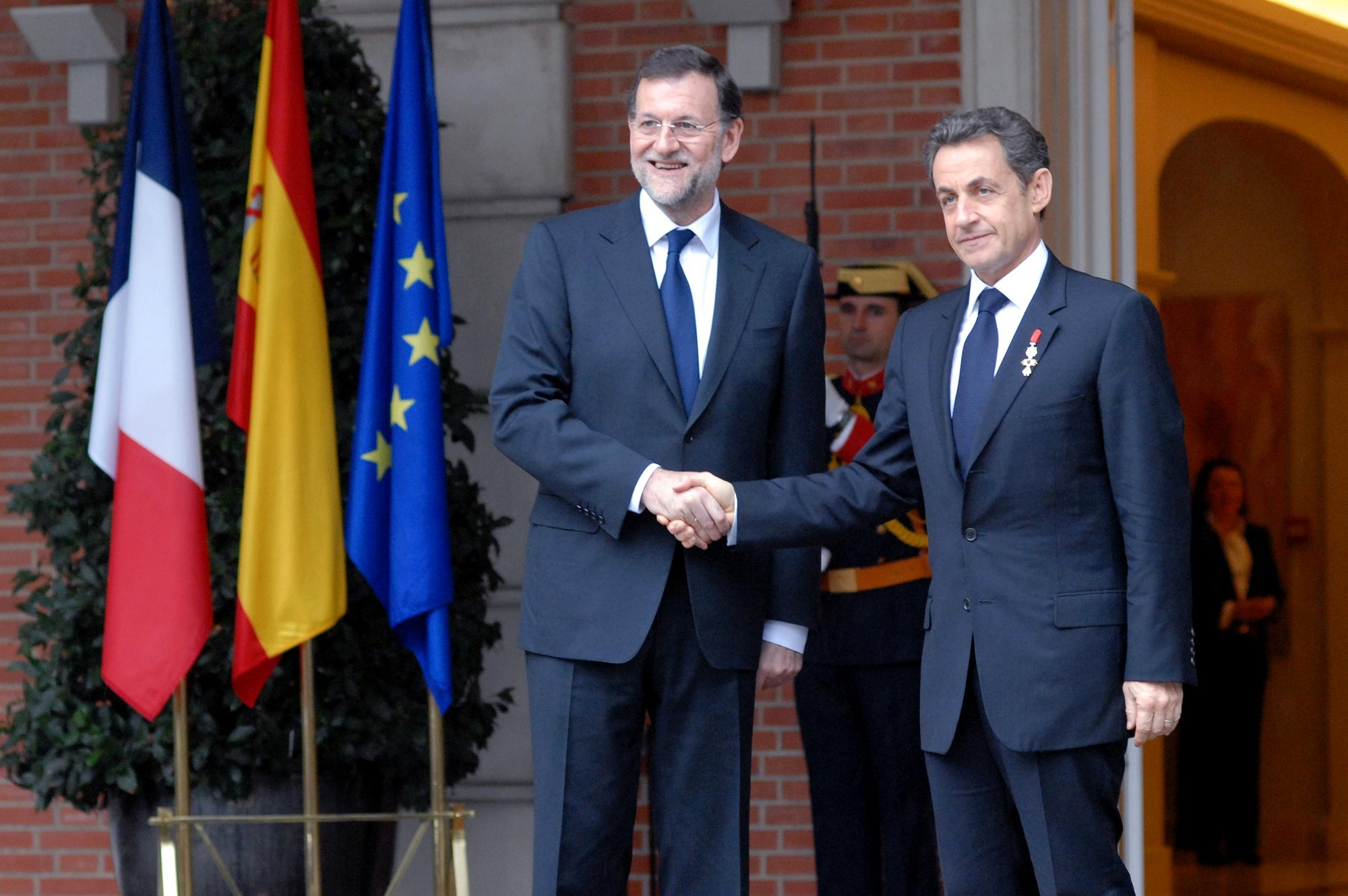
Nicolas Sarkozy con el presidente del gobierno español, Mariano Rajoy en las escalinatas del Palacio de la Moncloa en enero de 2012.

Durante su primera cumbre del Consejo de la Unión Europea en junio de 2007, Sarkozy participó activamente en las reuniones que sirvieron para que se alcanzara un acuerdo entre los Estados miembros de la Unión en torno al Tratado de reforma institucional. El 14 de julio siguiente tropas de los 27 países de la Unión Europea desfilaron juntas por primera vez en los Campos Elíseos de París con motivo de la fiesta nacional francesa en una ceremonia encabezada por Sarkozy.
Sarkozy ha manifestado repetidamente su oposición al acceso de Turquía a la Unión Europea, siendo partidario de que se le conceda un estatuto de asociación privilegiada.

## Escándalos
Una serie de escándalos fueron protagonizados por Sarkozy, prácticamente desde su elección para el cargo de presidente de la República Francesa.
- El mismo domingo que era elegido presidente, festejó la victoria con una cena y una noche en un hotel lujoso, además de realizar un crucero en un yate por el mar Mediterráneo, habiendo llegado al mismo en un avión privado, todas atenciones del empresario francés Vincente Bolloré, lo que levantó una ola de críticas y suspicacias. En su defensa, el político argumentó que el viaje "no ha costado un céntimo a los contribuyentes".[25]

- A un mes de celebradas las elecciones, se sumaron los escándalos relacionados con los rumores de infidelidad y de contratación de trabajadores ilegales.[26]

- En octubre de 2007, Sarkozy interrumpe abruptamente una entrevista grabada en el Palacio del Elíseo, en París, para el programa 60 Minutes de la cadena estadounidense CBS, después de que la entrevistadora, la periodista Lesley Stahl, lo consultara sobre los rumores de divorcio con Cécilia Sarkozy. En las imágenes se puede ver que el mandatario francés, alzando la mirada, murmura Qué imbécil antes de levantarse dejando plantada a la periodista. Cabe recalcar que en la entrevista se mostró respetuoso con la entrevistadora[27]

- En febrero de 2008, y delante de las cámaras de televisión, insultó a un ciudadano durante una feria de agricultura.[28]

- Una fuerte polémica nacional en torno al acceso de su hijo, Jean Sarkozy, de veintitrés años y estudiante de tercero de Derecho, a la presidencia de la EPAD (organismo público que regula y ordena el barrio de los negocios de La Défense, cerca de París) generó fuertes críticas acusando al presidente de la República Francesa de practicar el nepotismo.[29]
- En el año 2011, durante la reunión del G-20, dio una lista de paraísos fiscales del mundo, en los que menciona a Panamá y Uruguay. Estas declaraciones provocaron molestias en ambas naciones con enérgicas respuestas diplomáticas.

- En octubre de 2019, la justicia anunció que Nicolas Sarkozy sería juzgado por excederse de los 22,5 millones de euros permitidos para una campaña electoral en su contienda de 2012.[30] El 30 de septiembre de 2021 fue condenado a un año de cárcel por ser considerados estos hechos como financiación ilegal de partidos, aunque con la posibilidad de cumplir la pena en su domicilio bajo control telemático y evitar así el ingreso en prisión.[10] El 18 de diciembre de 2024, el Tribunal de Casación rechazó el recurso de casación de Nicolas Sarkozy y de los coacusados, haciendo así firme la condena de Nicolas Sarkozy, quien anunció inmediatamente que remitiría el asunto al Tribunal Europeo de Derechos Humanos.[31]

- El 1 de marzo de 2021 fue condenado a tres años de prisión por el delito de tráfico de influencias y corrupción. Según la sentencia, que se basó en una escucha telefónica de 2014, Sarkozy planeó junto a su abogado Thierry Herzog sobornar al juez Gilbert Azibert para que les entregara información sobre una investigación penal ya cerrada que se desarrollaba en su contra.[32][33][9]